# 아비치 아레나
아비치 아레나(Avicii Arena) 또는 글로벤(Globen)은 스웨덴 스톡홀름에 있는 스포츠 시설이다. 예전 이름인 스톡홀름 글로브 아레나(Stockholm Globe Arena), 에릭슨 글로브(Ericsson Globe)로도 알려져 있다.